# Schwimmbeutler
Der Schwimmbeutler oder Yapok (Chironectes minimus) gehört zur Familie der Beutelratten. Er ist das am besten ans Wasserleben angepasste Beuteltier.

## Verbreitung
Der Schwimmbeutler bewohnt Flüsse und Seen im südlichen Nordamerika, in Mittelamerika und in Südamerika, vom südlichen Mexiko bis ins nördliche Argentinien.

## Beschreibung

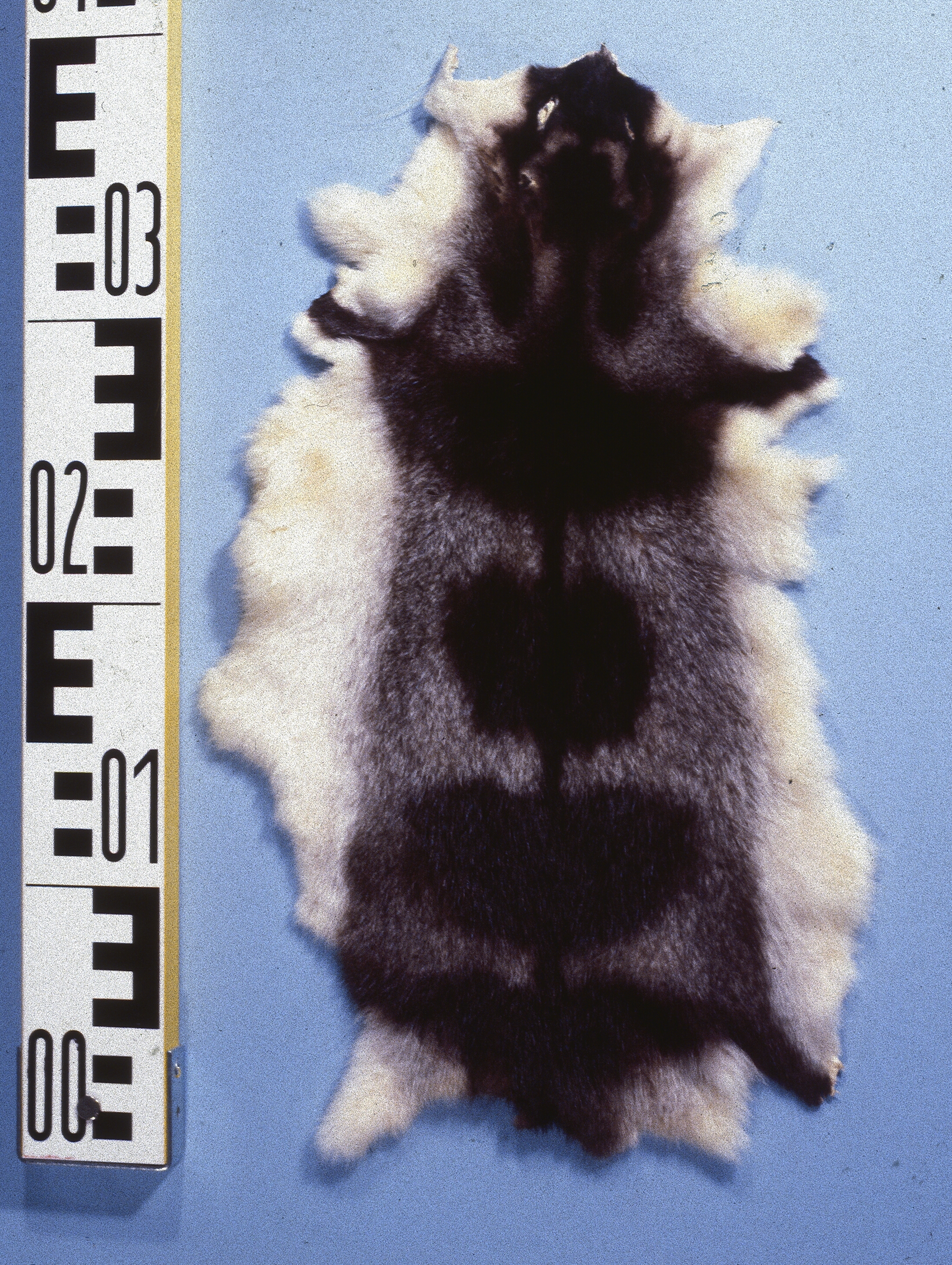
Fell eines Schwimmbeutlers mit den realen Farben. An den Seiten das weiße Bauchfell.

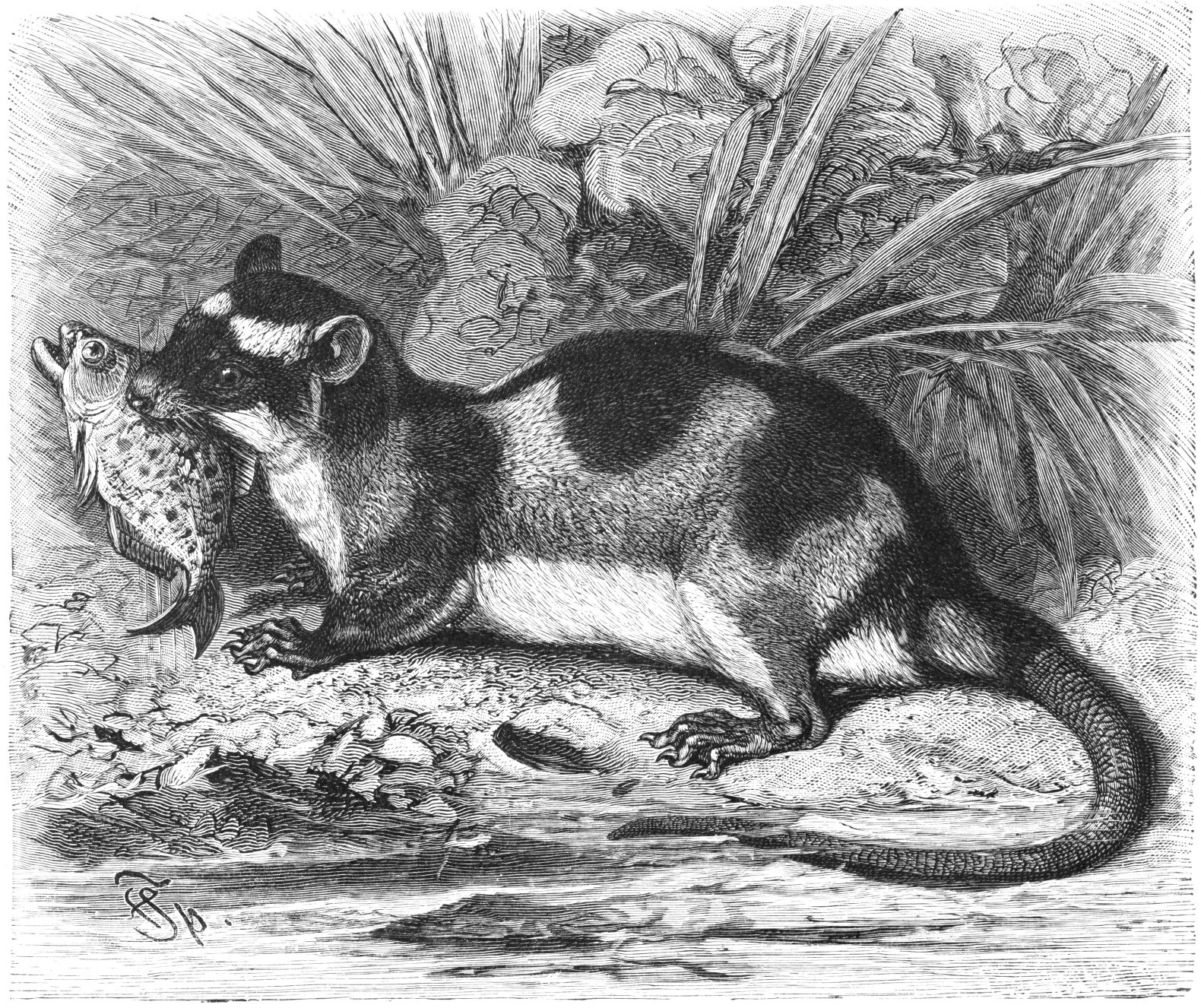
Schwimmbeutler, Zeichnung aus Brehms Tierleben in Stockholm

Der Körper des Schwimmbeutlers ist stromlinienförmig und gut an das Wasserleben angepasst. Sein Fell ist wasserabweisend, an den Hinterbeinen besitzt er auf der ganzen Länge der Zehen Schwimmhäute. Das Fell ist auf dem Rücken silbergrau mit vier breiten schwarzen Querstreifen, die durch eine schwarze Linie auf der Rückenmitte miteinander verbunden sind. Die beiden Querstreifen über Vorder- und Hinterbeinen verlängern sich bis auf die Beine. Der Kopf ist überwiegend schwarz mit einem hellen Balken oberhalb der Augen. Das Bauchfell ist weiß. Nur das vordere Sechstel des Schwanzes ist behaart, der Rest unbehaart und schwarz, die Spitze ist weiß. Die Pfoten sind rötlichbraun oder dunkelgrau. Die Vorderpfoten  sind mit tastempfindlichen fleischigen Tuberkeln versehen. Die Körperlänge der Schwimmbeutler beträgt rund 25 bis 40 Zentimeter, der nackte, rattenartige Schwanz kann 27 bis 43 Zentimeter lang werden. Das Gewicht der Tiere liegt bei 510 bis 790 g. Die Ohren sind rund und haarlos. Der Beutel der Weibchen ist nach hinten geöffnet, wasserdicht verschließbar und enthält fünf Zitzen. Auch die Männchen besitzen einen Beutel. Dieser Beutel ist allerdings nur rudimentär angelegt und liegt hinter dem Skrotum. Mit dem Musculus cremaster können die Männchen den Hodensack anheben, so dass er von den Wänden des Beutels geschützt ist, während sie schwimmen, tauchen oder an Land herumlaufen. Als einzige Art unter den Beutelratten haben Schwimmbeutler keine Kloake, sondern getrennte Öffnungen für Urogenitaltrakt und Darm.

## Lebensraum und Lebensweise
Schwimmbeutler leben an fließenden Gewässern und Seen von Meeresspiegelhöhe bis in Höhen von 1860 Metern, Flüsse mit großer Sedimentfracht werden allerdings gemieden. Im südöstlichen Brasilien (Unterart Chironectes minimus paraguensis) kommen die Tiere ausschließlich an schnell strömenden Gewässern vor, meist solchen mit steinigem Bodengrund und dichtem Wald an den Ufern. Im Cerrado lebt der Schwimmbeutler in Galeriewäldern und an den Ufern von stehenden Gewässern. Wie die meisten Beutelratten sind sie Einzelgänger und hauptsächlich nachtaktiv. Sie bewohnen einen unterirdischen Bau, dessen Eingang sich knapp über der Wasseroberfläche befindet. Ein Bodennest aus Gräsern und Blättern dient als Ruheplatz während des Tages. Schwimmbeutler klettern sehr selten auf Bäume, dafür sind sie ausgezeichnete Schwimmer und Taucher. Dann verwenden sie die Hinterbeine als Paddel, während sie mit den ausgestreckten Vorderbeinen versuchen, Nahrung zu fangen.

## Nahrung
Die Nahrung der Schwimmbeutler besteht aus Krebsen, Muscheln und Fischen. Meistens werden in der Nähe des Gewässergrundes lebende, langsam schwimmende Fische, wie Buntbarsche oder Welse, erbeutet. Gelegentlich fressen sie auch Grillen, Wasserpflanzen und Früchte. Schwimmbeutler wurden auch dabei beobachtet, wie sie Fledermäuse der Arten Brillenblattnase (Carollia perspicillata) und Kleine Gelbschulterfledermaus (Sturnira nana) aus Japannetzen, die über das Wasser gespannt waren, entfernten und fraßen. In Gefangenschaft gehaltene Schwimmbeutler fraßen tote Mäuse, Küken, junge Ratten, Krebse, Fischfilet, Rogen, mit Lebertran versetztes Fleisch und Hackfleisch.

## Fortpflanzung
Das herausragendste Merkmal der Schwimmbeutler ist der wasser- und luftdichte Beutel des Weibchens. Jungtiere können während der Tauchgänge der Mutter mehrere Minuten bei niedrigem Sauerstoffgehalt darin überleben. Die Größe eines Wurfes beträgt im Durchschnitt zwei bis fünf Jungtiere (maximal 4 bei C. m. paraguensis). Schwimmbeutler gehören zu den am schnellsten wachsenden Beuteltieren. Rund 40 Tage nach der Geburt passen die Jungtiere nicht mehr in den Beutel, dann hängen ihre Beine heraus, während der Kopf immer noch fest mit der Zitze verbunden ist. Rund eine Woche später lösen sie sich, werden aber noch gesäugt und klammern sich manchmal an die Mutter.
Die Lebenserwartung der Schwimmbeutler beträgt maximal drei Jahre.

## Taxonomie und Systematik
Die wissenschaftliche Erstbeschreibung der Art stammt vom deutschen Biologen Eberhard August Wilhelm von Zimmermann und wurde im Jahr 1780 veröffentlicht. Zimmermann gab der Art die Bezeichnung Lutra minimus, ordnete sie also den Ottern zu. Im Jahr 1811 wurde durch den deutschen Zoologen Johann Karl Wilhelm Illiger die Gattung Chironectes eingeführt, die bis heute monotypisch geblieben ist. Die Terra typica ist Cayenne in Französisch-Guyana. In der Familie der Beutelratten (Didelphidae) gehört der Schwimmbeutler zur Unterfamilie Didelphinae und bildet dort zusammen mit den Opossums (Didelphis), den Dickschwanzbeutelratten (Lutreolina) und den Vieraugenbeutelratten (Philander) den Tribus Didelphini.

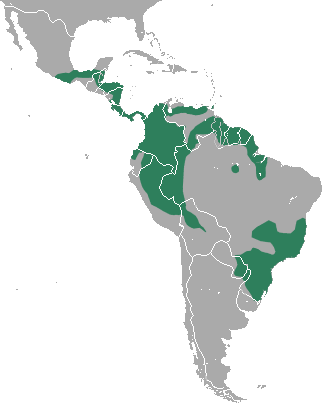
Verbreitungskarte des Schwimmbeutlers

## Unterarten
Laut Handbook of the Mammals of the World sind 4 Unterarten des Schwimmbeutlers gültig. Es handelt sich hierbei um:
- Chironectes minimus argyrodytes Dickey, 1928, Süden von Mexiko (Oaxaca und Tabasco) und Norden von Mittelamerika
- Chironectes minimus minimus (Zimmermann, 1780), Östliches und südöstliches Kolumbien, Venezuela südlich des Orinoko, Guyana bis Maranhão, westliches Amazonasbecken
- Chironectes minimus panamensis Goldman, 1914, Süden von Nicaragua bis Panama, Norden und Westen von Kolumbien, nördliches Venezuela, Trinidad, Ecuador und Peru
- Chironectes minimus paraguensis Kerr, 1792, südliches und südöstliches Brasilien, östliches Paraguay, nördliches Uruguay (Departamento Cerro Largo), argentinische Provinz Misiones

Zukünftige mit modernen Methoden durchgeführte Revisionen der Gattung könnten den Status der Unterarten ändern.

## Bedrohung
Schwimmbeutler werden selten gesehen, aber es ist unklar, wie häufig oder selten sie tatsächlich sind. Weil sie nachtaktiv sind und unzugängliche Gebiete bewohnen, sind sie schwer zu beobachten. Die IUCN klassifiziert sie als „nicht gefährdet“.

## Belege
1. 1 2 3 4 5 6  Diego Astúa: Family Didelphidae (Opossums). in Don E. Wilson, Russell A. Mittermeier: Handbook of the Mammals of the World – Volume 5. Monotremes and Marsupials. Lynx Editions, 2015, ISBN 978-84-96553-99-6. Seite 157 u. 158.
2. ↑  Eberhard August Wilhelm von Zimmermann: Geographische Geschichte des Menschen und der vierfüßigen Tiere. Nebst einer hierher gehörigen zoologischen Weltcharte. 3 Bände, Weygandsche Buchhandlung, Leipzig 1778–1783, OCLC 8766966
3. ↑  Johann Karl Wilhelm Illiger: Prodromus Systematis Mammalium et Avium. 1811.
4. ↑  Lucila I. Amador, Norberto P. Giannini: Phylogeny and evolution of body mass in didelphid marsupials (Marsupialia: Didelphimorphia: Didelphidae). In: Organisms Diversity & Evolution. Band 16, Nr. 3, 11. Januar 2016, ISSN 1618-1077, S. 641–657, doi:10.1007/s13127-015-0259-x (researchgate.net).
5. ↑  Chironectes minimus in der Roten Liste gefährdeter Arten der IUCN 2008. Eingestellt von: A. D. Cuarón, 2008. Abgerufen am 2. Januar 2009.